# Zdzieci Stare
Zdzieci Stare est une localité polonaise de la gmina de Połaniec, située dans le powiat de Staszów en voïvodie de Sainte-Croix.